# Champion (supermarkt)
Champion was een Franse supermarktketen. Champion is een merknaam; de keten maakt deel uit van de groep Carrefour.
Champion was in 2008 de tweede grootste supermarkt in Frankrijk, waar men jaarlijks een omzet van 12,2 miljard euro behaalde. De keten had meer dan 1000 winkels en 60.000 werknemers. Naast Frankrijk waren er ook winkels in andere Europese landen (Spanje, Polen, Griekenland, Turkije, België) en Zuid-Amerika (Argentinië, Brazilië).
In België werd het merk Champion geleid door de Groep Mestdagh, waarvan de meeste vestigingen zich in Wallonië en het Brussels Hoofdstedelijk Gewest bevonden. Vlaanderen telde drie Champion-vestigingen, namelijk in Aarschot, Sint-Truiden en Tienen.
Anno september 2013 zijn alle Champion-vestigingen omgebouwd tot Carrefour Market, met als merknaam Carrefour Market-Groep Mestdagh.

## Historie
In 1993 werd Champion de hoofdsponsor van de bolletjestrui in de Ronde van Frankrijk tot 2008. Vanaf 2009 nam Carrefour het sponsorschap over. Een Champion hypermarkt werd door Carrefour gecreëerd onder de naam Hyper Champion.
In 1999 werd Champion overgenomen door de Carrefour Groep na de fusie met Promodès, en Champion groeide door het opnemen van de Stoc-keten.
In 2006 sloot Carrefour de meeste Champion-winkels in Brazilië en hernoemde de overgebleven winkels tot Carrefour Bairro. Daarnaast werden in 2006 alle Spaanse en Turkse Champion-supermarkten omgedoopt tot Carrefour Express; sommige daarvan werden omgevormd tot Maxi DIA.
In 2008 was Champion de op één na grootste supermarktketen in Frankrijk, met een jaarlijkse omzet van €13,5 miljard. De keten had meer dan 1.000 winkels en 45.000 werknemers.
In 2008 werd aangekondigd dat de meeste winkels tussen september 2008 en oktober 2009 zouden worden omgebouwd tot Carrefour Market.
In 2009 waren er nog 135 supermarkten; in 2011 waren dat er minder dan 100.
In 2013 waren er nog slechts twee Champion-winkels over in Europees Frankrijk (exclusief de Franse overzeese gebieden), in Parijs (18e arrondissement) en in Pouzac. In 2018, na de afronding van een juridische strijd tegen Carrefour, werd de laatste overgebleven winkel in Parijs ook omgebouwd, waarmee het einde van het "Champion"-supermarktmerk in Europa werd gemarkeerd.